# Ljungby (commune)
La commune de Ljungby est une commune suédoise du comté de Kronoberg. 27 004 personnes y vivent. Son siège se situe à Ljungby.

## Localités principales
- Agunnaryd
- Angelstad
- Kånna
- Lidhult
- Ljungby
- Ryssby
- Vittaryd